# Vermelho Brasil
Vermelho Brasil (títulos originais: Brazil Red ou Rouge Brésil) é um longa metragem e uma minissérie de televisão coproduzido pelas emissoras: France 2 (França), TV Globo (Brasil) e RTP (Portugal).
Estas emissoras uniram-se com as empresas Globo Filmes, Conspiração Filmes, Pampa Productions (produtora francesa), CD Films (empresa do Canadá) e a Stopline (produtora portuguesa) para produzir um folhetim televisivo e um longa-metragem. A produção iniciou em 2011 e o lançamento do filme para o cinema ocorreu em junho de 2014, enquanto que a exibição da minissérie na televisão francesa ocorreu em dois episódios (100 minutos cada), transmitidos nos dias 22 e 23 de janeiro de 2013.
Vermelho Brasil é um épico histórico baseado no livro homônimo (Rouge Brésil) do escritor francês Jean-Christophe Rufin e dirigido pelo canadense Sylvain Archambault. Entre os 75 atores que participaram do filme, estão nomes como Stellan Skarsgård, Joaquim de Almeida, Théo Frilet, Juliette Lamboley, Liane Balaban, Giselle Motta, Pietro Mário, entre outros.

## Locações
As filmagens ocorreram entre 2011 e 2012, em vários pontos do estado do Rio de Janeiro, como na localidade de Taquari e na praia de Trindade, regiões da cidade de Paraty, ou no Alto da Boa Vista e na Barra de Guaratiba, na cidade do Rio de Janeiro, além de Xerém, em Duque de Caxias.

## Produção e exibição
O projeto Brazil Red foi além de apenas um filme. Dirigido por um canadense, reuniu uma babel de atores, técnicos e profissionais de 4 países, numa produção orçada em R$ 20 milhões (entre este montante, R$ 10 milhões são dos parceiros franceses e R$ 7 milhões dos parceiros brasileiros, sendo R$ 3 milhões de recursos de incentivos fiscais vinculados à TV Globo). Foram utilizados 75 atores e 2 mil figurantes, além de 141 profissionais de filmagens, produção e edição.
A língua predominante do filme é o inglês, pois o projeto também atende o mercado norte-americano e internacional.
O lançamento do filme ocorreu nos cinemas brasileiros em junho de 2014, mas a produção também preparou 2 minisséries televisivas: uma com dois capítulos de 100 minutos cada, para ser exibida nas televisões europeias, e outra, em 5 capítulos de 40 minutos de duração, para ser exibida pela Rede Globo de Televisão.

## Sinopse
A história relata a passagem da expedição francesa de Nicolas Durand de Villegagnon na baía e nas terras em que hoje é a atual Baía de Guanabara e a cidade do Rio de Janeiro, por volta da década de 1550.
Com o patrocínio da Coroa Francesa, Villegagnon tenta criar uma colônia, a chamada França Antártica, mas este projeto é fracassado, pois a resistência portuguesa, com a ajuda dos índios, expulsam os invasores da região.

## Elenco
| Elenco original    | Elenco original          |
| Ator               | Papel                    |
| ------------------ | ------------------------ |
| Stellan Skarsgård  | Villegagnon              |
| Théo Frilet        | Just                     |
| Pietro Mário       | Pay Lo                   |
| Juliette Lamboley  | Colombe                  |
| Sagamore Stévenin  | Gonzague                 |
| Didier Flamand     | Thévet                   |
| Olivier Chantreau  | Martin                   |
| Joaquim de Almeida | João da Silva            |
| Roberto Birindelli | Capanga de João da Silva |
| Giselle Motta      | Paraguaçu                |
| Bruno Wolkowitch   | Des Granges              |
| Agnès Soral        | Eléonore                 |
| Tatsu Carvalho     | Chevalier Gustave        |
| Liane Balaban      | Aude                     |